# Теорема Пеано
Теорема Пеано (иногда теорема Коши — Пеано) — теорема о существовании решения обыкновенного дифференциального уравнения, которая утверждает, что

Пусть функция {\displaystyle f(t,x)} непрерывна по совокупности переменных в некоторой области {\displaystyle |t-t_{0}|\leqslant a,|x-x_{0}|\leqslant b} и {\displaystyle \beta } — максимум {\displaystyle |f(t,x)|} в этой области. Если {\displaystyle h=\min(a,{\frac {b}{\beta }})}, то на отрезке {\displaystyle [t_{0}-h,t_{0}+h]} существует по крайней мере одно решение уравнения {\displaystyle {\frac {dx}{dt}}=f(t,x)}, удовлетворяющее начальному условию {\displaystyle x(t_{0})=x_{0}}. 

## Доказательство
Уравнение {\displaystyle {\frac {dx}{dt}}=f(t,x)} с начальным условием {\displaystyle x(t_{0})=x_{0}} эквивалентно интегральному уравнению {\displaystyle x(t)=x_{0}+\int \limits _{t_{0}}^{t}f(\tau ,x(\tau ))d\tau }.
Рассмотрим оператор A, определенный равенством {\displaystyle A(x)\equiv x_{0}+\int \limits _{t_{0}}^{t}f(\tau ,x(\tau ))d\tau } в пространстве {\displaystyle C[t_{0}-h,t_{0}+h]} на шаре {\displaystyle S_{b}:||x-x_{0}||\leqslant b}, который будет замкнутым выпуклым множеством в этом пространстве.
Оператор A вполне непрерывен на этом шаре. Если последовательность {\displaystyle {\mathcal {f}}x_{n}(t){\mathcal {g}}}, принадлежащая шару {\displaystyle |x-x_{0}|\leqslant b}, равномерно сходится к функции {\displaystyle x(t)\in S_{b}}, то в силу непрерывности функции {\displaystyle f(t,x)} имеем, что {\displaystyle f(t,x_{n}(t))\rightarrow f(t,x(t))} равномерно на {\displaystyle [t_{0}-h,t_{0}+h]}. При равномерной сходимости законен предельный переход под знаком интеграла, так что {\displaystyle Ax_{n}\rightarrow Ax}, то есть оператор A непрерывен на шаре {\displaystyle S_{b}}.
Для любого элемента {\displaystyle x(t)\in S_{b}} выполняется неравенство {\displaystyle |Ax(t)|\leqslant |x_{0}|+|\int \limits _{t_{0}}^{t}f(\tau ,x(\tau ))d\tau \leqslant |x_{0}|+\beta |h|}, то есть множество значений оператора {\displaystyle A} ограничено. 
Если {\displaystyle t_{1}} и {\displaystyle t_{2}} — любые точки отрезка {\displaystyle [t_{0}-h,t_{0}+h]}, то для любой функции {\displaystyle x(t)\in S_{b}} будем иметь {\displaystyle |Ax(t_{2})-Ax(t_{1})|\leqslant |\int \limits _{t_{1}}^{t_{2}}f(\tau ,x(\tau ))d\tau |\leqslant \beta |t_{2}-t_{1}|}, то есть множество значений оператора {\displaystyle A} равностепенно непрерывно.
В силу теоремы Арцела отсюда заключаем, что оператор {\displaystyle A} преобразует шар {\displaystyle S_{b}:||x-x_{0}||\leqslant b} в компактное множество.
Это доказывает полную непрерывность оператора {\displaystyle A}.
Оператор {\displaystyle A} преобразует шар {\displaystyle S_{b}:||x-x_{0}||\leqslant b} в себя. Действительно, {\displaystyle |Ax(t)-x_{0})|\leqslant |\int \limits _{t_{0}}^{t}f(\tau ,x(\tau ))d\tau |\leqslant \beta h\leqslant \beta {\frac {b}{\beta }}=b}.
Таким образом, оператор {\displaystyle A} удовлетворяет всем условиям теоремы Шаудера. Существует неподвижная точка этого оператора, то есть такая функция {\displaystyle {\tilde {x}}(t)}, что {\displaystyle {\tilde {x}}(t)\equiv x_{0}+\int \limits _{t_{0}}^{t}f(\tau ,{\tilde {x}}(\tau ))d\tau }.
Эта функция {\displaystyle {\tilde {x}}(t)} будет решением уравнения {\displaystyle {\frac {dx}{dt}}=f(t,x)}, удовлетворяющим начальному условию {\displaystyle x(t_{0})=x_{0}}.